# Afrika-Cup 1976/Qualifikation
Insgesamt 32 Mannschaften meldeten sich zur Teilnahme am Afrika-Cup 1976 in Äthiopien.
Die Qualifikation ging über drei KO-Runden. Vier Mannschaften traten zur Qualifikation nicht an. Gastgeber und Titelverteidiger waren von den Qualifikationsspielen befreit.

## Qualifikationsspiele
Vorausscheidung
| Datum          |          | Gesamt          |                                                            | Hinspiel | Rückspiel |
| -------------- | -------- | --------------- | ---------------------------------------------------------- | -------- | --------- |
| 10./24.08.1974 | Marokko  | 6:0             | Gambia                                                     | 3:0      | 3:0       |
|                | Mali     |                 | Lesotho \|align="center" colspan="2" \| Lesotho zurückgez. |          |           |
| 10./24.08.1974 | Somalia  | 1:2             | Burundi                                                    | 0:2      | 1:0       |
| 10./24.08.1974 | Togo     | 3:0             | Liberia                                                    | 1:0      | 2:0       |
|                | Niger    |                 | Benin \|align="center" colspan="2" \| Benin zurückgez.     |          |           |
| 10./22.11.1974 | Tunesien | 1:1 (?:? i. E.) | Libyen                                                     |          |           |

Erste Hauptrunde
| Datum          |                     | Gesamt    |                                                                                       | Hinspiel | Rückspiel |
| -------------- | ------------------- | --------- | ------------------------------------------------------------------------------------- | -------- | --------- |
| 14./28.09.1975 | Volksrepublik Kongo | (a)2:2(a) | Elfenbeinküste                                                                        | 1:0      | 1:2       |
|                | Nigeria             |           | Zentralafrikanische Republik \|align="center" colspan="2" \| Zentralafrika zurückgez. |          |           |
| 14./28.09.1975 | Marokko             | 5:2       | Senegal                                                                               | 4:0      | 1:2       |
| 14./28.09.1975 | Mali                | 3:7       | Ghana                                                                                 | 3:1      | 0:4       |
| 14./28.09.1975 | Burundi             | 0:5       | Ägypten                                                                               | 0:3      | 0:2       |
|                | Tansania            |           | Madagaskar \|align="center" colspan="2" \| Madagaskar zurückgez.                      |          |           |
| 14./28.09.1975 | Kamerun             | 3:4       | Togo                                                                                  | 3:0      | 0:4       |
| 14./28.09.1975 | Niger               | 2:7       | Guinea                                                                                | 2:4      | 0:3       |
| 14./28.09.1975 | Tunesien            | 3:2       | Algerien                                                                              | 1:1      | 2:1       |
| 14./28.09.1975 | Sudan               | 3:0       | Kenia                                                                                 | 1:0      | 2:0       |
| 14./28.09.1975 | Uganda              | 5:1       | Mauritius                                                                             | 4:0      | 1:1       |
| 14./28.09.1975 | Sambia              | 9:4       | Malawi                                                                                | 3:3      | 6:1       |

Zweite Hauptrunde
| Datum            |                     | Gesamt          |         | Hinspiel | Rückspiel |
| ---------------- | ------------------- | --------------- | ------- | -------- | --------- |
| 26.10./9.11.1975 | Volksrepublik Kongo | 1:3             | Nigeria | 0:1      | 1:2       |
| 26.10./9.11.1975 | Ghana               | 2:2 (?:? i. E.) | Marokko | 2:0      | 0:2       |
| 26.10./9.11.1975 | Tansania            | 3:6             | Ägypten | 1:1      | 2:5       |
| 26.10./9.11.1975 | Togo                | 4:2             | Guinea  | 2:2      | 0:2       |
| 26.10./9.11.1975 | Tunesien            | (a)4:4(a)       | Sudan   | 3:2      | 1:2       |
| 26.10./9.11.1975 | Tunesien            | 2:4             | Uganda  | 2:1      | 0:3       |

automatisch qualifiziert:
- Zaire (Titelverteidiger)
- Äthiopien (Gastgeber)